# La Patria degli italiani
La Patria degli italiani è stato un quotidiano argentino in lingua italiana edito a Buenos Aires dal 1877 al 1931.

## Storia
La testata, nota sino al 1883 come La Patria, fu fondata su iniziativa dal giornalista lombardo Basilio Cittadini nel 1876. In quegli anni la comunità italiana di Buenos Aires, oltre a dotarsi di istituzioni proprie sempre più solide, continuava la sua vertiginosa crescita a causa delle costanti ondate migratorie provenienti dalla Penisola. L'obbiettivo di Cittadini era quello di creare attraverso le colonne del suo giornale un'identità collettiva in seno alla numerosa comunità italiana residente in Argentina. Nel giro di un decennio La Patria italiana, grazie alle sue battaglie a difesa degli emigrati e alla promozione di iniziative patriottiche o filantropiche, divenne un vero e proprio punto di riferimento per gli italiani di Buenos Aires. Il quotidiano italiano, ricco di articoli di politica italiana ed argentina, nonché di sezioni di cronaca locale e di cultura, aumentò esponenzialmente le tirature sino a giungere alle 11 000 copie del 1887.
Nel 1889 Cittadini vendette il giornale all'imprenditore Angelo Sommaruga e fece ritorno in Italia. Quattro anni dopo il passaggio di proprietà il quotidiano incontrò una serie di difficoltà finanziarie che ne causarono il fallimento. Immediatamente rifondato con il nome di La Patria degli italiani, continuò ad uscire grazie al sostegno finanziario dell'impresario Ferdinando Maria Perrone. Agli albori del XX secolo poi il giornale si rafforzò grazie alla fusione con i quotidiani L'Italiano e L'Italia al Plata, fatto che comporterà il ritorno di Cittadini nella redazione della Patria dopo undici anni. Negli anni a seguire il quotidiano acquistò sempre maggiore autorevolezza di fronte alle autorità argentine ed italiane grazie ad alcune iniziative benefiche in occasione dei terremoti in Calabria nel 1905 e a Messina tre anni dopo. A garantire un'ulteriore espansione de La Patria degli italiani, oltre all'ininterrotta ondata migratoria, vi fu anche una maggiore copertura sulle notizie provenienti dalle province dell'interno dell'Argentina, dove risiedevano migliaia di emigrati italiani. Nel periodo a cavallo tra la fine del XIX e l'inizio del XX secolo, complice anche la chiusura della testata concorrente L'Operaio Italiano, il quotidiano arrivò ad essere il terzo d'Argentina con circa 40 000 copie giornaliere vendute. Negli anni a seguire continuò la linea editoriale volta ad esaltare il patriottismo in seno alla comunità italo-argentina. Il giornale di Cittadini si prodigò infatti nella campagna a sostegno delle truppe italiane in occasione della guerra italo-turca e della prima guerra mondiale.
A partire dalla seconda metà degli anni venti la società editrice che controllava il giornale iniziò ad attraversare un periodo di gravi difficoltà economiche. In più, con l'avvento del fascismo nel 1922 e la promulgazione delle leggi fascistissime quattro anni dopo, iniziò da parte delle autorità consolari italiane un fallimentare tentativo di allineamento alla Patria con la complicità di imprenditori vicini al regime. Negli ultimi anni della sua esistenza il quotidiano si caratterizzò per una linea spiccatamente antifascista favorita dall'ingresso in redazione di alcuni giornalisti esuli come Giuseppe Chiummiento. Con l'aumentare dei debiti e la conseguente diminuzione della qualità dei contenuti, gli abbonamenti alla Patria crollarono. La pubblicità, tradizionale fonte di guadagno, veniva tutta dirottata dai funzionari consolari sul nuovo quotidiano fascista Il Mattino d'Italia. Il 13 novembre 1931 fu dichiarato il fallimento del giornale.